# Station Thisted
Station Thisted is een spoorwegstation in het Deense Thisted. Het station is tegenwoordig het eindpunt van de lijn Struer - Thisted. In het verleden was het station tevens het beginpunt van de lijn Thisted - Fjerritslev.
Het stationsgebouw kwam gereed in 1882. Het is een ontwerp van de spoorwegarchitect N.P.C. Holsøe.